# Poolbillard-Jugendeuropameisterschaft 1996
Die Poolbillard-Jugendeuropameisterschaft 1996 war die 16. Austragung der von der European Pocket Billiard Federation veranstalteten Jugend-Kontinentalmeisterschaft im Poolbillard. Sie fand in Fürth statt.
Ausgespielt wurden die Disziplinen 14/1 endlos, 8-Ball und 9-Ball sowie Mannschafts-Wettbewerbe in den Kategorien Junioren und Schüler. Bei den Juniorinnen gab es lediglich einen 9-Ball-Wettbewerb.

## Medaillengewinner
| Disziplin              | Gold             | Silber              | Bronze                             |       |
| ---------------------- | ---------------- | ------------------- | ---------------------------------- | ----- |
| Junioren – 14/1 endlos | Thorsten Hohmann | Marc Holtz          | Andreas Himmelbauer Ville Laurinen | [ 1 ] |
| Junioren – 8-Ball      | Thorsten Hohmann | Andreas Himmelbauer | K. Andersen Dirk Reder             | [ 2 ] |
| Junioren – 9-Ball      | Marc Holtz       | Cristian Gotemann   | F. Hammero N. Elahmed              | [ 3 ] |
| Junioren-Mannschaft    | Deutschland      | Finnland            | Großbritannien Norwegen            | [ 4 ] |
| Schüler – 14/1 endlos  | Thomas Jomne     | Thomas Seiffert     | D. Selachoglou Dimitri Jungo       | [ 5 ] |
| Schüler – 8-Ball       | Sven Pauritsch   | L. Hoyvik           | Petter Dyrdal M. Laaksonen         | [ 6 ] |
| Schüler – 9-Ball       | John Vassalos    | Dimitri Jungo       | Sven Pauritsch M. Laaksonen        | [ 7 ] |
| Schüler-Mannschaft     | Deutschland      | Norwegen            | Schweden Polen                     | [ 8 ] |
| Juniorinnen – 9-Ball   | Anja Breuers     | Janine Schwan       | Sabrina Fritz I. Kolwratek         | [ 9 ] |